# عبد الحليم نصر
عبد الحليم نصر سينمائي مصري كبير من مواليد 2 أغسطس 1913  في حي محرم بك بالإسكندرية، وهو من أشهر مديري التصوير في تاريخ السينما المصرية على الإطلاق فقد شارك في تصوير العديد من الأفلام ولم يتوقف عند التصوير فقط، بل امتد إلى الإنتاج أيضا، وقد ساهم عبد الحليم نصر في اكتشاف العديد من نجوم السينما الحاليين، وكان من أبرزهم الفنانة يسرا.
بدأ عبد الحليم نصر علاقته بالتصوير منذ أن كان في الخامسة عشر من عمره مع والده المصور الفوتوغرافي أحمد نصر، ثم ترك، بعد فترة، استوديو والده ليلتحق باستوديو أخر، صاحبه كان المصور الفوتوغرافي «ألفيزي أورفانيللي»، وتعرف من خلال عمله في هذا الاستوديو على المخرج «توجو مزراحي» وتوطدت علاقتهما، وبعدها أسند إليه تصوير فيلم «الدكتور فرحات» عام 1935، وساعده في التصوير شقيقه الأصغر محمود نصر.
قرر توجو مزراحي وعبد الحليم نصر التوجه إلى القاهرة حيث كان أول أفلامهم سوياً هو «ليلى بنت الريف» عام 1941، ثم قام بتصوير العديد من الأفلام، وقام بتدريس التصوير في المعهد العالي للسينما، في السنوات الأولى لافتتاح المعهد عام 1959، وفي عام 1942 كون شركة إنتاج مع الفنانين الراحلين أحمد بدرخان، وحلمي رفلة، تحت اسم (شركة اتحاد الفنانين) واستقل عبد الحليم بالشركة عام 1948 وانتج ثماني أفلام من إنتاجه الخاص.
توفي في 15 مارس 1989 وكان رصيده في العمل السينمائي كالتالي:
تصوير 139 فيلم - إنتاج 7 أفلام - مونتاج 4 أفلام - تأليف وإخراج فيلماً واحداً فقط هو «قصر في الهواء» عام 1978.

## أعماله في المونتاج
فيلم «بحبح باشا» للمخرج فؤاد الجزايرلي عام 1938
فيلم «في ليلة ممطرة» للمخرج توجو مزراحي عام 1939
فيلم «مجد ودموع» للمخرج أحمد بدرخان عام 1946
فيلم «قصر في الهواء» من إخراجه عام 1978.

## أعماله في الإنتاج
فيلم «شاطئ الغرام» للمخرج هنري بركات عام 1950
فيلم «ليلة غرام» للمخرج أحمد بدرخان عام 1951
فيلم «سيدة القطار» للمخرج يوسف شاهين عام 1952
فيلم «المهرج الكبير» للمخرج يوسف شاهين عام 1952
فيلم «وعد» للمخرج أحمد بدرخان عام 1954
فيلم «لا أنام» للمخرج صلاح أبو سيف عام 1957
فيلم «واحد في المليون» للمخرج أشرف فهمي عام 1970

## أهم أعماله في التصوير
فيلم «الحل اسمه نظيرة» للمخرج سعيد عبد الله عام 1982
فيلم «شفيقة ومتولي» للمخرج علي بدرخان عام 1978
فيلم «أميرة حبي أنا» للمخرج حسن الإمام عام 1975
فيلم «الأرض» للمخرج يوسف شاهين عام 1970
فيلم «يوم من عمري» للمخرج عاطف سالم عام 1961
فيلم «آخر كدبة» للمخرج أحمد بدرخان عام 1950
فيلم «شارع محمد علي» للمخرج نيازي مصطفى عام 1944
فيلم «أولاد مصر» للمخرج توجو مزراحي عام 1933 

## وصلات خارجية
- عبد الحليم نصر على موقع IMDb (الإنجليزية)
- عبد الحليم نصر على موقع قاعدة بيانات الأفلام العربية
- عبد الحليم نصر على موقع قاعدة بيانات الفيلم (الإنجليزية)
- عبد الحليم نصر على الدهليز
- عبد الحليم نصر على كاروهات